# Hassan Shadily
Hassan Shadily (ur. 20 maja 1920 w Pamekasan, zm. 10 września 2000 w Dżakarcie) – indonezyjski leksykograf.
Współtworzył (z Johnem M. Echolsem) słowniki Kamus Indonesia-Inggris i Kamus Inggris-Indonesia, które „wywarły duży wpływ na rozwój języka angielskiego w Indonezji”.

## Życiorys
Edukację podstawową odbył w szkole Hollandsch-Inlandsche School w Pamekasan (1929). Następnie kontynuował naukę w Meer Uitgebreid Lager Onderwijs w Malang (1937) oraz w Middelbare Opleiding School voor Inlandsche Ambtenaren w Yogyakarcie (1941). Później kształcił się w Tokyo International School (1945) i Military Academy Tokyo Japan (1945), a w latach 1952–1955 studiował socjologię na Uniwersytecie Cornella, w ramach stypendium Fulbrighta.
Był redaktorem naczelnym siedmiotomowej encyklopedii Indonezji (Ensiklopedi Indonesia), opracowanej i wydanej we współpracy z wydawnictwami Ichtiar Baru van Hoeve i Elsevier Publishing Projects.